# Paraguachí
Paraguachí, conocida antiguamente como La Plaza de Paraguachí, es la capital del municipio Antolín del Campo del estado Nueva Esparta, en la isla de Margarita. Aquí se encuentran grandes edificios culturales, y la sede de la alcaldía del municipio. Algunos de sus atractivos son antiguas edificaciones, con famosos frailes dominicos, algunos pequeños fortines y fuertes, entre otros.

## Historia
Los primeros habitantes de este territorio de la Isla de Margarita fueron pueblos de doctrinas de indios Guaiqueríes, los cuales eran expertos pescadores que se mantenían mayormente de los productos del mar, fabricando sus rancherías cerca de las playas de El Tirano y Manzanillo. También fueron pequeños agricultores que aprovechaban la fertilidad de sus valles para desarrollar sus cultivos. Casa del sol o sitio por donde sale el sol es el significado del vocablo indígena Paraguachí, aunque los Cronistas Oficiales en Visión Geohistórica del estado Nueva Esparta dicen que el significado lingüístico de Paraguachí hace referencia a "abundancia de langostas".
La Plaza de Paraguachí fue fundado en el año 1535, es uno de los pueblos más antiguos de la Isla. Con su fundación se da impulso al periodo colonial de este territorio, modificando significativamente su estado económico y político.
Durante el siglo XIX el territorio la Comarca de Paraguachí estuvo inmerso en diversas transformaciones políticas, territoriales y administrativas, según la disposición de las distintas constituciones que surgieron durante el proceso de independencia.
En 1863 se creó el Estado Nueva Esparta, que para su mejor administración civil, política y judicial se divide en Distritos. Paraguachí forma parte integrante de uno de estos Distritos autónomos, compuestos de una parroquia del mismo nombre. La reforma de la Constitución de Nueva Esparta del año 1875 expide una nueva Ley territorial que divide en departamentos al Estado, integrando Paraguachí uno de ellos denominándosele San José en honor a su Santo Patrono con un Distrito San José, en la Constitución de 1879, cuando se reduce el número de Estados a siete, Nueva Esparta sufre varias divisiones políticas, administrativas; Paraguachí pierde su autonomía distrital pasando a formar parte del Distrito Arismendi con el nombre de Departamento San José.
El 22 de diciembre de 1915, la zona comenzó a denominarse Antolín del Campo, que junto al Municipio Luisa Cáceres formaron el Distrito Arismendi hasta el 3 de enero de 1989. En este año, Antolín del Campo se desligó del Distrito Arismendi al convertirse en un Municipio Autónomo cuya capital desde entonces es la ciudad de La Plaza de Paraguachí. Con la creación de la autonomía municipal se ratificaron los linderos que históricamente han pertenecido al Territorio de Paraguachí desde tiempos de la Colonia.

## Cultura
Las fiestas en honor a San José de Paraguachí, Patrono del pueblo, se celebran desde el 19 de marzo de cada año, día de San José, durante una semana. En esta semana hay actividades culturales, bailes, ferias de comida y la famosa procesión en honor a San José, en donde cientos de feligreses recorren el pueblo.
La feria del Papelón es otro de los eventos importantes que se realizan cada año en esta localidad. Cada 1 de mayo, en el sector La Rinconada de Paraguachí se muestra a todo el público asistente la elaboración artesanal de las panelas de papelón, además se vende comida típica hecha por la comunidad, además de la típica arepa raspá.

## Deporte
En la actualidad, el fútbol es uno de los deportes más practicados en La Plaza de Paraguachí. Existen varios equipos entre los que se encuentran San José de Paraguachí FC, Camino Real FC, entre otros. Las categorías van desde Sub-8 hasta sub-20.